# 特牛站
特牛站（日语：／ Kottoi eki */?）是位於山口縣下關市豐北町大字神田，屬於西日本旅客鐵道（JR西日本）的山陰本線車站。

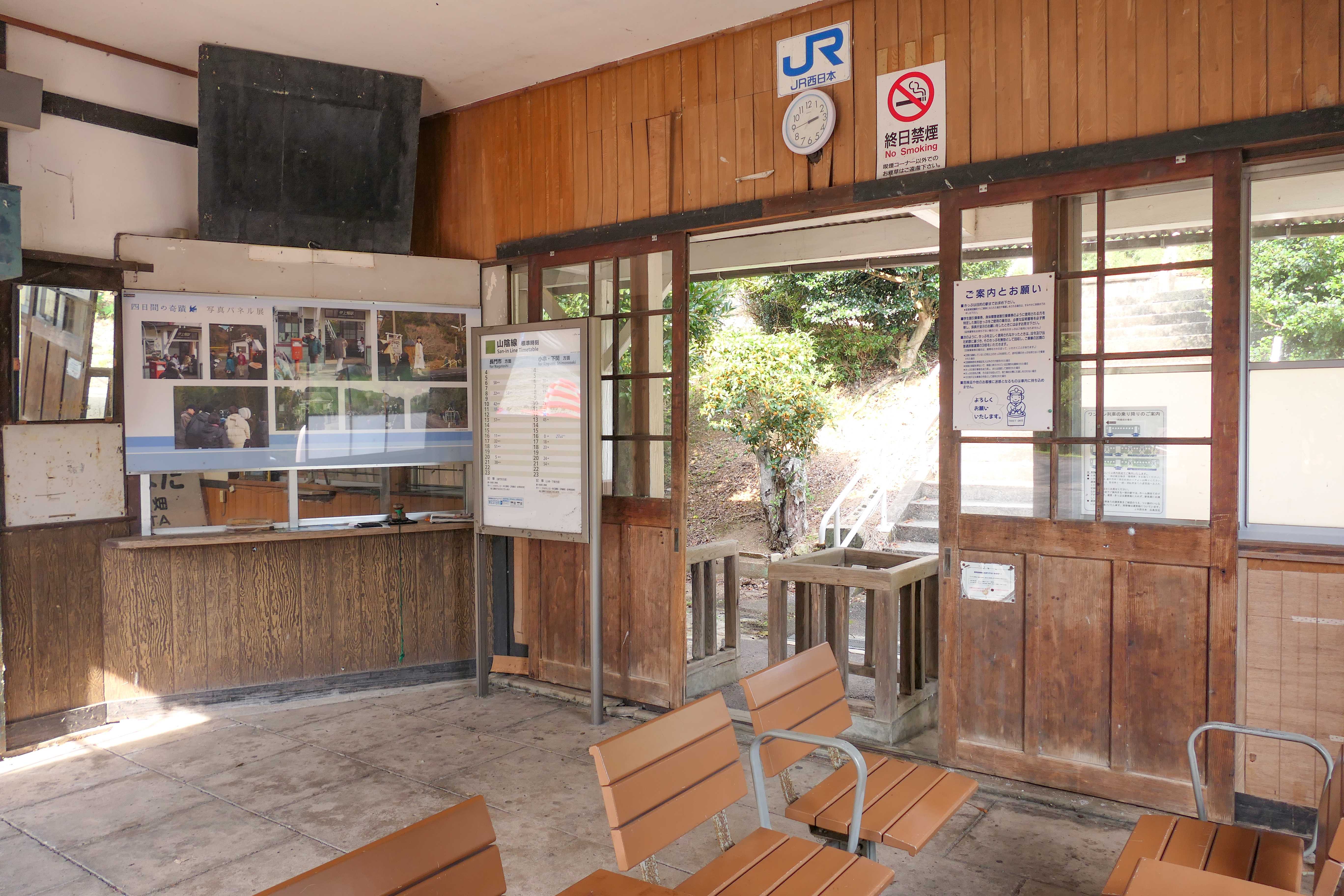
候車室與驗票口（2022年10月）

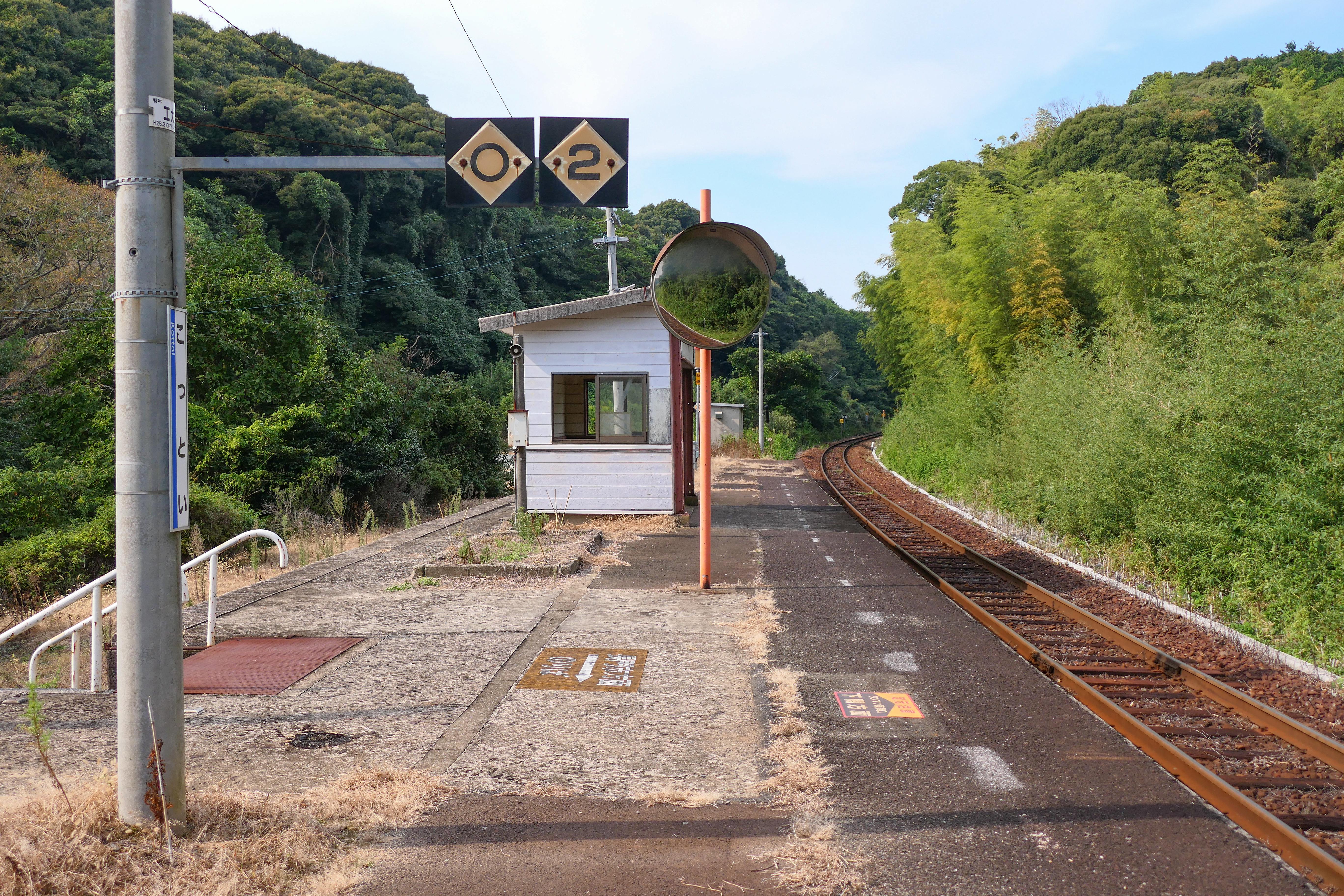
月台（2022年10月）

## 歷史
- 1928年（昭和3年）9月9日 - 國有鐵道小串線瀧部站至阿川站之間開業，此站啟用。為客運和貨運車站。
  - 當時車站地址為山口縣豐浦郡神田村（日语：神田村 (山口県)）字大場迫。
- 1933年（昭和8年）2月24日 - 小串線編入至山陰本線，成為山陰本線車站[1]。
- 1955年（昭和30年）4月1日 - 隨著豐北町（日语：豊北町）成立，車站地址為山口縣豐浦郡豐北町大字神田字大場迫。
- 1961年（昭和36年）8月1日 - 終止貨物起卸業務。
- 1987年（昭和62年）4月1日 - 伴隨國鐵分割民營化，車站由西日本旅客鐵道（JR西日本）營運。
- 2005年（平成17年）2月13日 - 隨著下關市（第二次）成立，車站地址為現時位置。

## 車站構造
本站是地面車站，設有1面1線的單式月台，往小串方向的列車會開啟右邊車門。本站是由長門鐵道部負責管理的無人車站，其站房為木造站房。此站在1970年前可進行列車交會。站房與月台之間設有數級樓階。在月台上則設有沒有門的候車室。

## 使用狀況
以下為近年1日平均乘車人次列表：
| 乘車人次變化 | 乘車人次變化    |
| 年度         | 1日平均乘車人次 |
| ------------ | --------------- |
| 1999         | 105             |
| 2000         | 91              |
| 2001         | 63              |
| 2002         | 64              |
| 2003         | 67              |
| 2004         | 58              |
| 2005         | 53              |
| 2006         | 41              |
| 2007         | 32              |
| 2008         | 36              |
| 2009         | 31              |
| 2010         | 34              |
| 2011         | 28              |
| 2012         | 29              |
| 2013         | 24              |
| 2014         | 23              |
| 2015         | 16              |
| 2016         | 19              |
| 2017         | 14              |
| 2018         | 15              |

## 車站周邊
本站位於下關市豐北町西北方。車站前方設有國道435號。車站附近設有農田和民居等小村落，沒有觀光勝地和大規模設施。與車站名同名的特牛村落（大字神田特牛）與特牛漁港位於西北方約3公里，經國道435號。
此站最近角島。從車站經國道435號，到達特牛漁港後轉入國道191號（北浦街道）、縣道275號線北上前往角島大橋，在跨過大橋後便到達角島。

## 巴士路線
站前設有藍線交通「特牛站」巴士站。該站設有經特牛村落、角島大橋前往角島的巴士路線。在角島大橋未建成前，設有前往町營渡輪碼頭的巴士路線。另外，也設有前往豐北町中心、豐田町中心的巴士路線。
- 特牛港、肥中、島戶、角島方向
- 豐北中學、豐北綜合分所、瀧部站、一之俁溫泉、豐田町（日语：豊田町 (山口県)）西市方向

## 其他
在2005年上映的電影《四日之間的奇蹟》中，以角島為主要拍攝場地，另外電影中此站（在電影中名為「伊上畑站」（日语：／））也登場

## 相鄰車站
西日本旅客鐵道
■山陰本線
阿川－特牛－瀧部

## 注腳
1. ↑  「鉄道省告示第42号」『官報』1933年2月18日（國立國會圖書館數碼化收藏）
2. ↑  山口縣統計年鑑
3. ↑  四日間の奇蹟 （页面存档备份，存于） - Location日本（地域活性計劃，2012年12月8日參閲）
4. ↑  これから山口県に住む方々へ、地名の豆知識 （页面存档备份，存于） (47URARA) -|47CLUB（來源：山口新聞，2012年12月8日參閲）

## 外部連結
- 特牛｜車站資訊：JR出門網 - 西日本旅客鐵道